# Lan hoàng thảo hoa vàng
Hoàng thảo hoa vàng hay ngọc vạn vàng, khô mộc hoa vàng, thúc hoa thạch hộc (danh pháp hai phần: Dendrobium chrysanthum) là một loài lan trong chi Lan hoàng thảo.
Cây phân bố từ Nam Á đến Đông Nam Á. Tại Việt Nam, cây có mặt ở các khu vực: Hà Nội, Vĩnh Phúc, Hòa Bình, Quảng Trị.